# Serafim (Pasanajev)
Serafim (světským jménem: Jevgenij Leonidovič Pasanajev; * 24. dubna 1968, Joškar-Ola) je ruský duchovní Ruské pravoslavné církve a biskup minusinský a kuraginský.

## Život
Narodil se 24. dubna 1968 v Joškar-Ole.
Navštěvoval odborné technické učiliště vesnice Arda. Absolvoval povinnou vojenskou službu a po demobilizaci studoval na hudebním učilišti v rodném městě. Následně nastoupil na Saratovskou státní konzervatoř.
Roku 1997 nastoupil na Saratovský duchovní seminář, který dokončil o tři roky později. Stal se asistentem prorektora pro akademickou činnost semináře. Roku 2005 dokončil dálkové studium Moskevské duchovní akademie. Dne 19. srpna 2007 byl arcibiskupem joškar-olinským a marijským Ioannem (Timofejevem) rukopoložen na diákona a 21. září na jereje. Po vysvěcení se stal knězem Uspenského chrámu v Joškar-Ole.
Dne 3. dubna 2010 přijal mnišský postřih se jménem Serafim na počest svatého Serafima Vyrického. Od roku 2015 působil jako sekretář joškar-olinské eparchie.
Dne 12. března 2024 jej Svatý synod zvolil biskupem minusinským a kuraginským. O pět dní později byl povýšen na archimandritu a biskupská chirotonie proběhla 27. dubna v chrámu Krista Spasitele v Moskvě. Hlavním světitelem byl patriarcha moskevský a celé Rusi Kirill.